# Она (приток Абакана)
О́на (в верховье Мунгашхол, хак. Аны) — горная река в южной части Республики Хакасия, в Таштыпском районе. Правый приток реки Абакан. Длина — 157 км, площадь водосбора — 4760 км².

## Течение
Протекает по территории. Исток — на северном склоне хребта Сайлыг-Хем-Тайга (Западный Саян) при слиянии ручьёв Субурдук и Мунгашхоль. Устье — в 25 км юго-западнее города Абаза. Абсолютная высота истока 1350 м, устья — 492 м. Средняя высота водосбора 1592 м, лесистость 80 %. Она имеет более 200 притоков, из них крупнейшие: Каратош (33 км), Карасума (46 км), Большой Он (52 км), Малый Он (31 км), Большой Анзас (49 км), Малый Анзас (21 км). Большинство притоков левобережные, вытекают из-под курумов и небольших горных озёр. Питание преимущественно снеговое.

## Гидрология
Наблюдения за режимом Оны проводятся на гидрологическом посту у посёлка Малый Анзас с 1950 года. Режим характеризуется высоким весенне-летним половодьем, дождевыми паводками и низкой летне-осенней и зимней меженью. Средний годовой расход составляет 60,3 м³/с, наибольший — 579 м³/с, наименьший — 8,22 м³/с. Водные ресурсы используются в рекреационных и хозяйственно-бытовых целях.

## История
Впервые упоминается в памятнике древнетюркской письменности в честь Тоньюкука: 
Местный путеводитель, сбившись с пути, был заколот. Когда испытывались лишения, каган говорил: «Попытайся быстро отправиться! Да отправимся мы по реке Аны!» Мы шли вниз по течению этой реки.

## Притоки
- 21 км: Малый Анзас (лв)
- 32 км: Большой Анзас (лв)
- 42 км: Чеханка (пр)
- 43 км: Узун-Харасуг (лв)
- 55 км: Большой Колган (пр)
- 80 км: Большой Он (пр)
- 85 км: Карасума (лв)
- 122 км: Средний Арыг (лв)
- 131 км: Каратош (лв)
- 134 км: Курукуль (пр)
- 138 км: Субурдук (лв)
- 141 км: Кулагаш (лв)

## Данные водного реестра
По данным государственного водного реестра России относится к Енисейскому бассейновому округу, водохозяйственный участок реки — Енисей от Саяно-Шушенского г/у до впадения реки Абакан, речной подбассейн реки — Енисей между слиянием Большого и Малого Енисея и впадением Ангары. Речной бассейн реки — Енисей.